# تايتشي فوروتا
تايتشي فوروتا (باليابانية: 古田 泰士) (4 أغسطس 1982 في كاشيبا في اليابان – )؛ هو لاعب كرة قدم ياباني سابق كان يلعب كحارس مرمى.

## وصلات خارجية
- تايتشي فوروتا على موقع رابطة كرة القدم اليابانية للمحترفين (اليابانية)
- تايتشي فوروتا على موقع Soccerway.com (الإنجليزية)